# Renate Holznagel

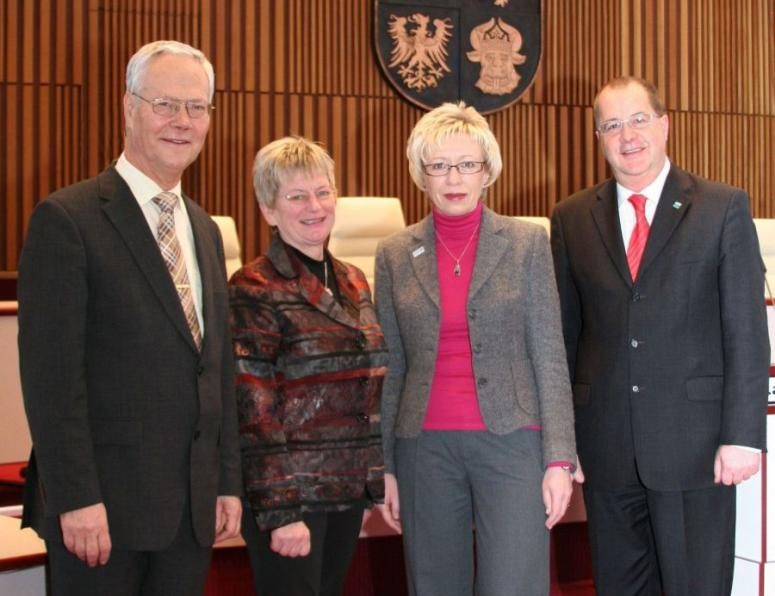
Renate Holznagel (2. von links) mit dem Präsidium des Landtags 2010

Renate Holznagel, geb. Sager (* 20. Dezember 1949 in Loitz) ist eine deutsche Politikerin (CDU) und war von 1991 bis 2011 Abgeordnete des Landtags Mecklenburg-Vorpommern.

## Ausbildung und Beruf
Renate Holznagel besuchte von 1956 bis 1966 die Polytechnische Oberschule in Loitz. Anschließend absolvierte sie eine Berufsausbildung als Rinderzüchterin und legte 1968 in Jürgenstorf das Abitur ab. Danach studierte sie an der Humboldt-Universität zu Berlin und schloss ihr Studium 1973 als Diplom-Veterinärmedizinerin ab. Von 1973 bis 1976 war sie als Hygieneärztin im Schlacht- und Verarbeitungsbetrieb in Pasewalk beschäftigt. Von 1976 bis 1985 war sie als praktische Tierärztin im Kreis Demmin tätig. Ab 1985 war sie stellvertretende Amtsleiterin im Veterinäramt Demmin. Sie ist Oberfeldveterinär der Reserve der Bundeswehr.

## Politik
Renate Holznagel trat 1970 der DDR-Blockpartei CDU bei. Sie ist seit 1990 Mitglied des Kreistages Demmin. Sie ist Mitglied des Landesvorstandes der CDU Mecklenburg-Vorpommern und gehörte vom 4. Juni 1991 (als Nachrückerin für Jürgen Leiblein) bis zum Ende der 5. Legislaturperiode 2011 dem Landtag von Mecklenburg-Vorpommern an. Von 1994 bis 1998 war sie dort stellvertretende Vorsitzende der CDU-Fraktion. Von Oktober 1998 bis zu ihrem Ausscheiden aus dem Landtag war sie 1. Vizepräsidentin des Landtages von Mecklenburg-Vorpommern. 
Holznagel war agrarpolitische Sprecherin der CDU-Landtagsfraktion sowie Mitglied im Umweltausschuss und im Landwirtschaftsausschuss des Landtages. Außerdem gehört sie dem Bundesvorstand des Evangelischen Arbeitskreises (EAK) der CDU/CSU an.

## Sonstiges
Renate Holznagel ist geschieden und hat zwei Kinder (ihr Sohn Reiner Holznagel ist Präsident des Bundes der Steuerzahler). Sie engagiert sich in verschiedenen Verbänden und Gremien ihres Landes. So ist sie u. a. Vorsitzende der Schutzgemeinschaft Deutsche Ostseeküste e. V. und aktives Mitglied der Landessynode der Pommerschen evangelischen Kirche. Außerdem ist sie Mitglied im Aufsichtsrat der Landbau Demmin AG und im Kuratorium der Trägerwerke Soziale Dienste (Demmin/Weimar). Holznagel gehört dem Präsidium des Bunds der Vertriebenen an und sitzt für diesen im ZDF-Fernsehrat.

## Auszeichnungen
- Bundesverdienstkreuz am Bande (2016)[3]